# Dasydytes lemnicola
Dasydytes lemnicola är en djurart som tillhör fylumet bukhårsdjur, och som beskrevs av Schwank 1981. Dasydytes lemnicola ingår i släktet Dasydytes och familjen Dasydytidae. Inga underarter finns listade i Catalogue of Life.